# Comitatul Klamath, Oregon
Comitatul Klamath (în engleză Klamath County) este un comitat din statul Oregon, Statele Unite ale Americii.

## Istoric
Tribul amerindian Klamath sau Clamitte, după care a fost numit comitatul Klamath, se trage din diferitele ramuri ale popoarelor indigene, care au trăit în zonă de peste 10.000 de ani.
Când coloniștii au început să sosească în zonă în 1846 de-a lungul traseului Applegate, ei au intrat în concurență cu tribul Klamath pentru vânat și apă, ceea ce a condus la ciocniri între cele două grupuri. Acest lucru a fost agravat de coloniștii europeni, care au construit ferme, încălcând teritoriul de vânătoare al băștinașilor. Ei au reușit să elimine amerindienii, mutându-i lor în rezervații.
Poporul Modoc, după ce a fost mutat în Oregon pentru a forma o rezervație împreună cu rivalii lor tradiționali Klamath, a dorit o rezervație creată pe râul Lost, lângă Merrill, Oregon. Căpitanul Jack și-a retras trupele la Lost River, dar armata americană, însoțită de milițieni și cetățeni din Linkville (actualul Klamath Falls), l-au convins pe acesta să se întoarcă.

## Geografie
Potrivit Biroului de recensământ al SUA, comitatul are o suprafață totală de 15.890 km2, dintre care 15.390 km2 reprezintă uscat și 500 km2 (3,2%) luciu de apă. Este al patrulea cel mai mare comitat din Oregon.

## Economie
Din punct de vedere istoric, economia comitatului Klamath s-a bazat pe industria lemnului și agricultură; deși exploatarea resurselor naturale contribuie acum doar cu o mică parte la activitatea economică și ocuparea forței de muncă din regiune, moștenirea lor se regăsește în politica locală, identitatea comunității și peisaj. Colonizarea euro-americană a zonei a fost stimulată la începutul secolului al XX-le,a odată cu construirea căii ferate. În plus, proiectul federal de îmbunătățiri funciare subvenționat de guvern și proiectul de irigare Klamath, au afectat afluenții din partea superioară și au drenat o mare parte din lacurile Klamath inferior și Tule (331,5 km²) pentru a obține o suprafață de 760 km² teren agricol irigat.
Astăzi, centrul medical Sky Lakes este cel mai mare angajator din zonă, urmat de centrul școlar Klamath County și Jeld-Wen, producător de uși și ferestre. Zona se confruntă în prezent cu un boom în construcția de locuințe, deoarece apropierea sa de California atrage valuri de pensionari din centrele populate din sud. Recreerea în aer liber, cum ar fi drumețiile, vânătoarea, pescuitul păstrăvilor, precum și singurul parc național din statul Oregon (cel de la Crater Lake), contribuie la economia zonei. Un complex de șase refugii naționale pentru animale sălbatice - Complexul Național de Refugii al bazinului natural Klamath - atrage sezonier unele dintre cele mai mari concentrații de păsări de apă din America de Nord. Zona este renumită ca paradis al iubitorilor de păsări. Izvoarele naturale geotermale calde oferă căldură pentru multe case și întreprinderi, precum și campusului Oregon Institute of Technology. Se continuă studierea întregului potențial al acestei resurse de energie.

## Demografie
|  | Graficele sunt indisponibile din cauza unor probleme tehnice. Mai multe informații se găsesc la Phabricator și la wiki-ul MediaWiki. |

Date: Wikidata - grafică realizată de Wikipedia